# Lysette Anthony
Lysette Anthony, pseudonimo di Lysette Anne Chodzko (Marylebone, 26 settembre 1963), è un'attrice britannica.

## Biografia
È nata a Marylebone, un'area di Westminster (Londra), figlia unica degli attori Michael Anthony (nome d'arte di Michael Chodzko), originario del Baliato di Jersey, e Bernadette Milnes. Suo nonno paterno, Alexander Victor Chodzko, era un giornalista ed ex-lavoratore marittimo francese di origini polacche ed ucraine. Ebbe un'infanzia difficile, segnata dall'instabile salute mentale della madre, affetta dal disturbo bipolare e dalla schizofrenia, e, alla fine, abbandonò il tetto famigliare all'età di 19 anni.
Da giovane lavorò anche come modella. Esordì nel 1982 nel film televisivo Ivanhoe. Nel 1992 apparve nel film Mariti e mogli di Woody Allen. Tra gli altri film per cui è maggiormente ricordata vi sono Dracula morto e contento (1995) di Mel Brooks, Senti chi parla adesso! (1993), Krull (1983) di Peter Yates e Senza indizio (1988). Prese parte a numerose produzioni teatrali e ad alcuni videoclip tra i quali Run to You, Somebody, Heaven e Summer of '69 di Bryan Adams e I Feel You dei Depeche Mode.

## Vita privata
È stata sposata dal 1990 al 1995 con l'artista ed imprenditore olandese Luc Leestemaker, per poi risposarsi con il regista David Price, dal quale divorzia due anni dopo. Dal 2004 al 2010 ha avuto una relazione con il compositore Simon Boswell, dal quale ha avuto un figlio, al quale nel 2008, viene diagnosticata una forma di artrite idiopatica giovanile. Da allora, l'attrice è impegnata nella promozione della ricerca medica.
Il 15 ottobre del 2017, a seguito dello scoppio dello scandalo sessuale legato alla figura di Harvey Weinstein, l'attrice ha dichiarato, in un'intervista rilasciata per il quotidiano The Sunday Times, di essera stata violentata dal produttore nella propria abitazione verso la fine degli anni ottanta.

## Filmografia

### Cinema
- Krull, regia di Peter Yates (1983)
- Night Train to Murder, regia di Joseph McGrath (1983)
- Bryan Adams: Reckless, regia di Steve Barron (1984)
- L'étincelle , regia di Michel Lang (1986)
- I vestiti nuovi dell'imperatore (The Emperor's New Clothes), regia di David Irving (1987)
- La scelta di Eileen (Zoeken naar Eileen), regia di Rudolf van den Berg (1987)
- Senza indizio (Without a Clue), regia di Thom Eberhardt (1988)
- Nei panni di una bionda (Switch), regia di Blake Edwards (1991)
- Il piacere principale (The Pleasure Principle), regia di David Cohen (1992)
- Mariti e mogli (Husbands and Wives), regia di Woody Allen (1992)
- The Hour of the Pig, regia di Leslie Megahey (1993)
- Senti chi parla adesso! (Look Who's Talking Now), regia di Tom Ropelewski (1993)
- La musica del cuore (Face the Music), regia di Carol Wiseman (1993)
- Salvami! (Save Me), regia di Alan Roberts (1994)
- Un dolce contrattempo (A Brilliant Disguise), regia di Nick Vallelonga (1994)
- Uno sporco affare (The Hard Truth), regia di Kristine Peterson (1994)
- Morte Fredda (Dead Cold), regia di Kurt Anderson (1995)
- Gioco d'amore (Affair Play), regia di Roeland Kerbosch (1995)
- Dr. Jekyll e Miss Hyde (Dr. Jekyll & Miss Hyde), regia di David Price (1995)
- Dracula morto e contento (Dracula: Death and Loving It), regia di Mel Brooks (1995)
- Robinson Crusoe, regia di Rod Hardy e George Trumbull Miller (1997)
- L'uomo dei suoi sogni (Man of Her Dreams), regia di Martin Kitrosser (1997)
- Talos - L'ombra del faraone (Tale of the Mummy), regia di Russell Mulcahy (1998)
- Il gene della follia (Misbegotten), regia di Mark L. Lester (1998)
- Il mistero di Loch Ness (Beneath Loch Ness), regia di Chuck Comisky (2001)
- Farewell to Harry, regia di Garrett Bennett (2002)
- A Meeting at Last, regia di Konstantinos Frangopoulos (2008) - corto
- Study After Cruel Intentions, regia di Saam Farahmand (2010) - corto
- Strippers vs Werewolves, regia di Jonathan Glendening (2012)
- The Telemachy, regia di Alexander Nally (2012)
- Hello Sunshine, regia di Dan Nathan (2013) - corto
- We Still Kill the Old Way, regia di Sacha Bennett (2014)
- Mob Handed , regia di Liam Galvin (2015)

### Televisione
- Ivanhoe, regia di Douglas Camfield – film TV (1982)
- Oliver Twist, regia di Clive Donner – film TV (1982)
- Frost in May, regia di Ronald Wilson – miniserie TV (1982)
- Beauty and the Beast, regia di John Woods – film TV (1982)
- Dombey & Son – serie TV, 9 episodi (1983)
- Jemima Shore Investigates – serie TV, 1 episodio (1983)
- La principessa Daisy (Princess Daisy), regia di Waris Hussein – miniserie TV (1983)
- Auf Wiedersehen, Pet – serie TV, 2 episodi (1984)
- Crown Court – serie TV, 1 episodio (1984)
- Ispettore Maggie (The Gentle Touch) – serie TV, 1 episodio (1984)
- Summer Season – serie TV, 1 episodio (1985)
- Oliver Twist, regia di Gareth Davies – miniserie TV (1985)
- Three Up, Two Down – serie TV, 25 episodi (1985-1989)
- Lovejoy – serie TV, 1 episodio (1986)
- The Bretts – serie TV, 1 episodio (1987)
- Home to Roost – serie TV, 1 episodio (1987)
- La vera storia di Jack lo squartatore (Jack the Ripper), regia di David Wickes – miniserie TV (1988)
- La bella e il bandito (The Lady and the Highwayman), regia di John Hough – film TV (1989)
- Campion – serie TV, 2 episodi (1990)
- Un fantasma a Monte Carlo (A Ghost in Monte Carlo), regia di John Hough – film TV (1990)
- L'ombra della notte (Dark Shadows) – serie TV, 8 episodi (1991)
- Cluedo – serie TV, 6 episodi (1992)
- Dudley – serie TV, 1 episodio (1993)
- Moon Over Miami – serie TV, 1 episodio (1993)
- I racconti della cripta (Tales from the Crypt) – serie TV, 1 episodio (1993)
- Target of Suspicion, regia di Bob Swaim – film TV (1994)
- Trilogia del terrore II (Trilogy of Terror II), regia di Dan Curtis – film TV (1996)
- Night Man – serie TV, 1 episodio (1998)
- La pistola del morto (Dead Man's Gun) – serie TV, 1 episodio (1998)
- Highlander: The Raven – serie TV, 1 episodio (1999)
- Jonathan Creek – serie TV, 1 episodio (1999)
- Dark Realm – serie TV, 2 episodi (2001)
- Hotel!, regia di Alan Nixon – film TV (2001)
- Night and Day – serie TV, 9 episodi (2001)
- The Paper Round, regia di Kris Aird – cortometraggio TV (2002)
- Metropolitan Police – serie TV, 13 episodi (2003-2004)
- Kate & Emma - Indagini per due (Murder in Suburbia) – serie TV, 1 episodio (2004)
- Poirot (Agatha Christie's Poirot) – serie TV, episodio 9x04 (2004)
- Casualty – serie TV, 2 episodi (2007-2009)
- Doctors – soap opera, 4 puntate (2007-2015)
- Hollyoaks – serie TV, 2 episodi (2008-2009)
- Coronation Street – serie TV, 1 episodio (2010)
- Holby City – serie TV, 1 episodio (2013)

## Doppiatrici italiane
Nelle versioni in italiano dei suoi film, Lysette Anthony è stata doppiata da:
- Laura Boccanera in Dracula morto e contento, La bella e il bandito, Un fantasma a Monte Carlo
- Cristina Boraschi in Senti chi parla adesso!, Dr. Jekyll e Miss Hyde
- Emanuela Rossi in Krull
- Claudia Razzi in I vestiti nuovi dell'imperatore
- Antonella Rinaldi in Senza indizio
- Roberta Greganti in Mariti e mogli
- Valeria Perilli in La musica del cuore
- Francesca Guadagno in L'uomo dei suoi sogni
- Cristina Caparrelli in Talos - L'ombra del faraone
- Roberta Paladini in Il gene della follia
- Sonia Mazza in Il mistero di Loch Ness
- Silvia Tognoloni in La vera storia di Jack lo Squartatore
- Marina Tagliaferri in L'ombra della notte
- Elda Olivieri in Trilogia del terrore II
- Giò Giò Rapattoni in La pistola del morto
- Antonella Baldini in Poirot